# Марчана
О венецианской библиотеке см. Библиотека Марчиана
Марчана (итал. Marciana) — коммуна в Италии, располагается на острове Эльба в регионе Тоскана, в провинции Ливорно.
Население составляет 2245 человек (2008 г.), плотность населения составляет 50 чел./км². Занимает площадь 45 км². Почтовый индекс — 57030. Телефонный код — 0565.
Покровительницей коммуны почитается святая Екатерина Александрийская, празднование 25 ноября.

## Демография

## Администрация коммуны
- Официальный сайт: http://www.comune.marciana.li.it/